# Slag bij McDowell
De Slag bij McDowell vond plaats op 8 mei 1862 in Highland County, Virginia tijdens de Amerikaanse Burgeroorlog. Deze slag is ook bekend als de Slag bij Sitlington's Hill. Het maakt deel uit van Jacksons veldtocht in de Shenandoahvallei.

## Achtergrond

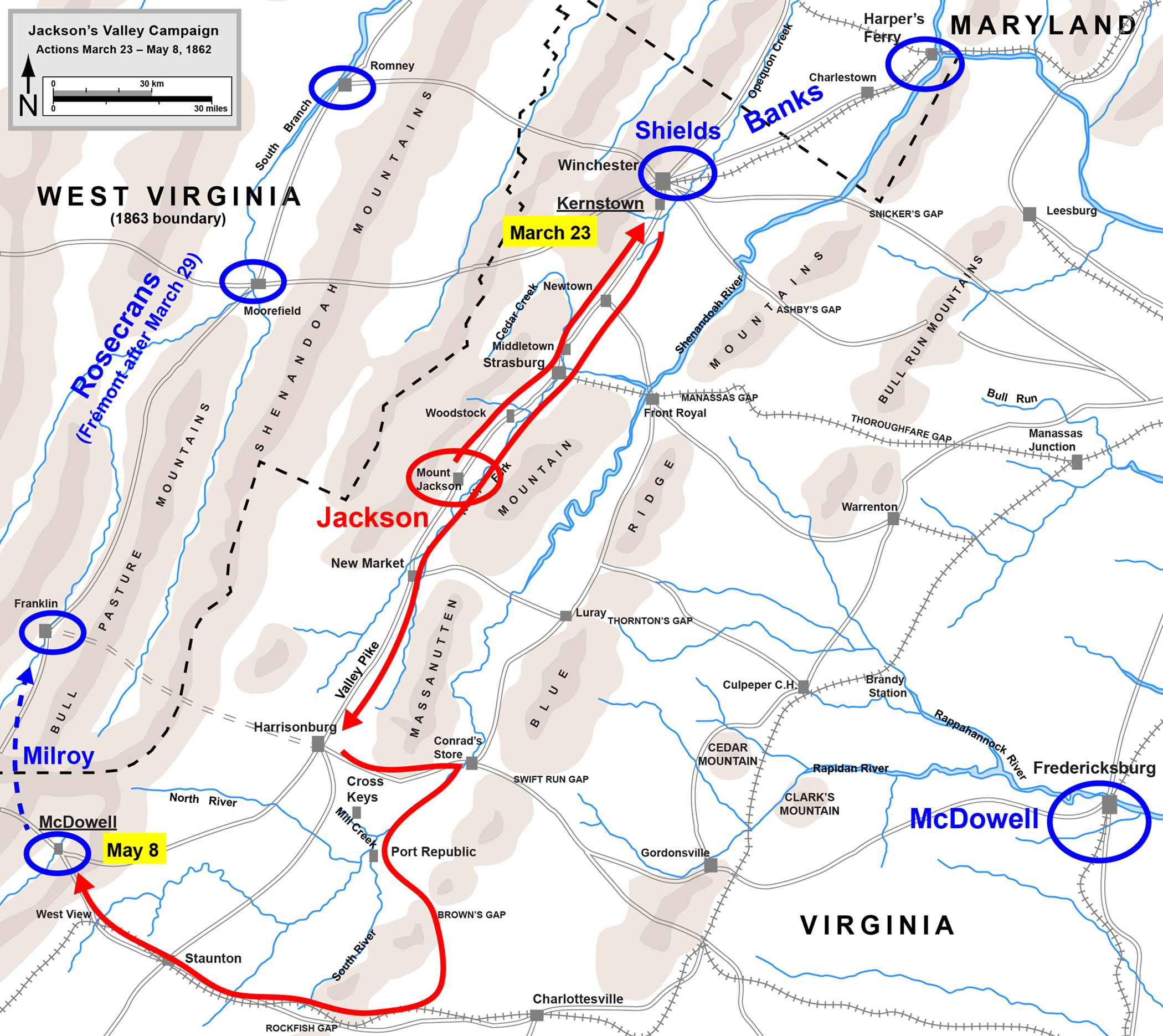
Veldtocht in de Shenandoahvallei: Van Kernstown tot McDowell.

In de vroege ochtend van 7 mei vertrok Jackons leger vanuit West View en Staunton, Virginia, in westelijke richting langs de Parkersburg turnpike. Eenheden van brigadegeneraal Edward "Allegheny" Johnsons brigade vormden de voorhoede. In de loop van de middag maakten ze contact met Noordelijke voorposten bij Rodger’s tollgate. De Noordelijke strijdkrachten bestonden uit delen van drie regimenten (3rd West Virginia, 32nd Ohio en 75th Ohio) onder leiding van brigadegeneraal Robert H. Millroy. Bij het zien van de vijand trokken ze zich halsoverkop terug naar de hellingen van de Shenandoah Mountain. Hun bagagetrein lieten ze achter.
De Zuidelijke strijdmacht werd in twee colonnes gesplitst om de Noordelijke stellingen bij Shenandoah Mountain in de tang te nemen. Milroy trok zijn troepen opnieuw terug en hergroepeerde bij McDowell. Daar wachtte hij op versterkingen. Milroy stelde een batterij op bij Shaw’s Ridge om een eventuele aanval van de Zuidelijken te verijdelen. Deze batterij werd echter snel teruggetrokken naar McDowell. Bij het vallen van de avond bereikten de Zuidelijken Shaw’s Fork waar ze ook hun tenten opsloegen. Door de smalle wegen was Jacksons leger over een afstand van 15 km gelegerd tot aan Dry Branch Gap. Jackson richtte zijn hoofdkwartier in in Rodger’s Tollgate. Tijdens de nacht trok Milroy zich terug achter de Bullpasture River naar McDowell. Het Noordelijke hoofdkwartier werd ingericht in Hull House.

## De slag
Bij zonsopgang op 8 mei marcheerden de Zuidelijken naar Shaw’s Ridge om daarna naar Cowpasture River af te zakken bij Wilson’s House. Daarna trokken ze Bullpasture Mountain op. Ze ondervonden geen tegenstand. Toen ze de top bereikt hadden, surveilleerden Jackson en Jedediah Hotchkiss (zijn kaartenmaker) de vijandelijke posities bij McDowell. De Zuidelijken zetten zijn opmars richting Sitlington’s Hill verder. Na een schermutseling met Noordelijke voorposten bereikten de Zuidelijken de top van de helling. Daar werd hun infanterie opgesteld. Jackson stuurde verkenners uit om een manier te vinden om ook artillerie op de heuvel te krijgen en om een weg rond de Noordelijke posities te vinden om ze te flankeren.
Rond 10.00u arriveerde brigadegeneraal Robert C. Schenck op het strijdtoneel na een geforceerde mars vanuit Franklin. Schenck nam onmiddellijk het bevel over van Milroy. Schenck stelde zijn artillerie van 18 kanonnen op op Cemetery Hill om de brug over de Bullpasture River te beschermen. Zijn infanterie stelde hij op langs de rivier. De 2nd West Virginia moest Hull’s Hill verdedigen. Drie compagnies van de cavalerie beschermden de linkerflank.
Schenck en Milroy stuurden verkenners uit naar de voet van Sitlington’s Hill om de sterkte van de vijand te testen. Toen ze merkten dat de Zuidelijken voortduren nieuwe manschappen aanvoerden, overlegden de beide Noordelijke generaals. Verkenners brachten de boodschap dat de Zuidelijken probeerden om artillerie op de heuvel te krijgen. Dit zou de Noordelijke stellingen onbruikbaar maken. Schenck en Milroy probeerden daarom om de vijandelijke infanterie te verjagen voor de artillerie arriveerde. De 25th Ohio, 32nd Ohio, 75th Ohio, 3rd West Virginia en de 82nd Ohio (ongeveer 2.300 man) zetten de aanval in. Rond 15.00u staken de Noordelijken de brug over om de tegenoverliggende ravijn en helling op te klimmen.
Ondertussen was Jackson reeds tevreden met het behoud van de heuvel terwijl zijn verkenners een weg zochten om de vijand te flankeren. Hij weigerde om artillerie naar de top te laten slepen. Mochten de Noordelijken aanvallen en hij verloor de heuvel, verloor hij eveneens zijn artillerie. De Noordelijke artillerie opende het vuur ter ondersteuning van hun aanvallende infanterie. De Noordelijke slaglinie naderde de Zuidelijken steeds dichter.
De 3rd West Virginia probeerde de Zuidelijke rechterflank te keren. Jackson stuurde onmiddellijk twee regimenten om zijn flank te versterken. De 21st Virginia beschermde de Turnpike terwijl de 12th Georgia het centrum voor zijn rekening nam. De 12th Georgia kreeg het volle gewicht van de Noordelijke aanval te verduren en verloor hierbij veel soldaten. De gevechten duurden nog 4 uur terwijl de Noordelijken steeds opnieuw het centrum en de flanken aanviel. Negen Zuidelijke regimenten vochten tegen vijf Noordelijke. Bij het vallen van de avond trokken de Noordelijken zich terug naar McDowell.

## Gevolgen
Na het invallen van de nacht trokken de Noordelijken via dezelfde brug met hun gewonden terug naar McDowell. De Noordelijken hadden 34 doden, 220 gewonden en 5 vermisten te betreuren. De Zuidelijken verloren 116 doden, 300 gewonden en 4 vermisten. Dit is een van de weinige keren dat de aanvaller minder mannen verloor dan de verdedigers. Rond 14.00u op 9 mei gaven Milroy en Schenck het bevel tot een algemene terugtocht naar Franklin. De 73th Ohio vormde de achterhoede. Kort na de Noordelijke terugtocht trokken de Zuidelijken McDowell binnen. Schenck vormde opnieuw een slaglinie. Slechts kleine schermutselingen zouden volgen. Jackson achtervolgde de Noordelijken een volledige week voor hij terugkeerde naar de vallei op 15 mei.